# ديميترا (أركاديا)
ديميترا (بالإنجليزية: Dimitra, Arcadia)‏ هي قرية تقع في اليونان في أركاديا.